# José Agrippino de Paula
José Agrippino de Paula e Silva (São Paulo,13 de julho de 1937 – Embu das Artes, 4 de julho de 2007) foi um escritor brasileiro.

## Carreira
Dentre seus livros se destaca PanAmérica (1967), obra fundamental para o desenvolvimento do movimento da Tropicália. Irreverente, o livro apresenta personalidades como Che Guevara, Marilyn Monroe, Cary Grant, John Wayne, Marlon Brando, Cecil B. de Mille, Andy Warhol, entre outros ícones da cultura de massa. Estes personagens participam de uma filmagem de episódios da Bíblia e atuam com uma narrativa na primeira pessoa, em cenas sem sequência lógica e com viés pitoresco ou cinematográfico.
Em 1968 dirigiu o filme Hitler 3º Mundo. Jô Soares, um dos atores do filme, comentou sobre a obra: “Para muitos é um filme incompreensível, mas a verdade é que é o filme mais incompreendido do cinema brasileiro. É o maldito entre os malditos”. O enredo envolve um samurai (Jô Soares) que controla o negócio de mendigos anões e os distribui pelos bairros da cidade de São Paulo. Disputa esse mercado com o Capitão América, que é amante de Hitler, e ambos moram no bairro paulistano da Liberdade. Participam também do elenco Ruth Escobar e Túlio de Lemos, sendo o diretor de fotografia Jorge Bodanzky.

## Referência bibliográfica
- PanAmérica. Ed. Papagaio, 2001. (1ª edição 1967, Ed. Tridente)
- Lúgar Público. Ed. Papagaio, 2004. (1ª edição 1965, Ed. Civilização Brasileira)